# Olympia-Einkaufszentrum (metropolitana di Monaco di Baviera)
Olympia-Einkaufszentrum (abbreviazione OEZ) è una stazione di Metropolitana a Monaco di Baviera. Fu inaugurata in ottobre del 2007. È il capolinea della linea U1, mentre è solo stazione di transito per la linea U3.
Fino all'11 dicembre 2010, quando è stato inaugurato il prolungamento della linea U3 fino a Moosach, Olympia-Einkaufszentrum è stata capolinea anche della linea U3.

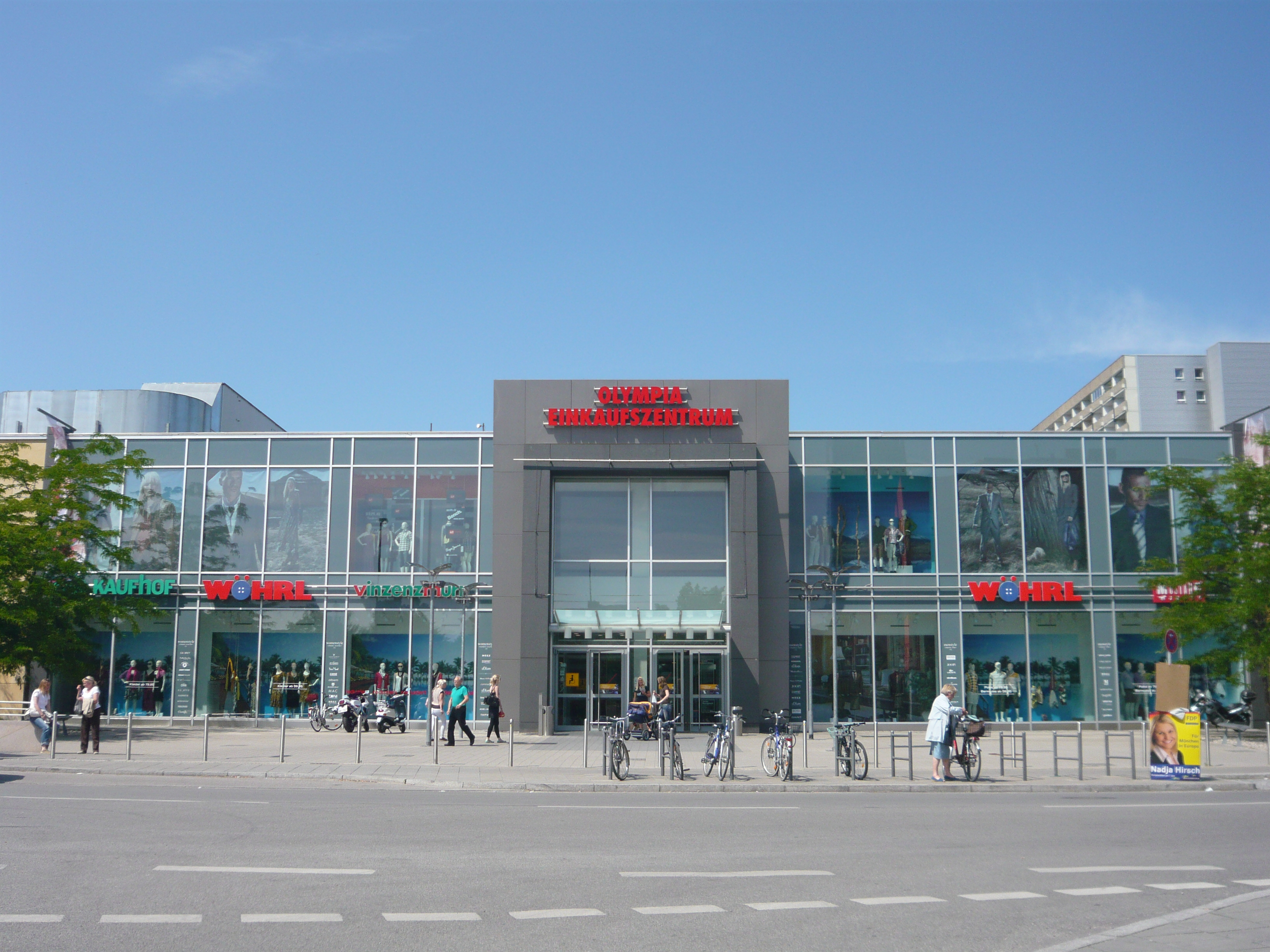
Olympia-Einkaufszentrum (OEZ)